# LPD433
Gli LPD, acronimo di Low Power Devices, sono degli apparecchi di comunicazione a corto raggio (rientranti nella categoria degli short range device, abbreviati SRD), deregolamentati in Italia da alcuni anni. 
Per utilizzare queste radio non è necessaria alcuna formalità, basta acquistarle.
Gli apparecchi devono però essere omologati per l'uso in Italia ed in particolare rispettare le seguenti caratteristiche:
- Avere una emissione in FM con deviazione massima di 5 kHz
- Utilizzare un massimo di 69 frequenze fisse (canali) comprese tra 433,075 e 434,775 MHz, con spaziatura di 25 kHz
- Avere una potenza massima effettiva di 10 milliwatt
- Avere l'antenna a stilo in dotazione fissa e non sostituibile, senza poter connettere antenne esterne

In condizioni di spazio aperto queste radio consentono dei collegamenti fino a distanze di circa 2 o 3 km, che si riducono di molto in presenza di ostacoli, come in ambito cittadino.

## Canali LPD 433,075 / 434,775
| Canale | Frequenza (MHz) | Canale | Frequenza (MHz) | Canale | Frequenza (MHz) |
| ------ | --------------- | ------ | --------------- | ------ | --------------- |
| 1      | 433,075         | 24     | 433,650         | 47     | 434,225         |
| 2      | 433,100         | 25     | 433,675         | 48     | 434,250         |
| 3      | 433,125         | 26     | 433,700         | 49     | 434,275         |
| 4      | 433,150         | 27     | 433,725         | 50     | 434,300         |
| 5      | 433,175         | 28     | 433,750         | 51     | 434,325         |
| 6      | 433,200         | 29     | 433,775         | 52     | 434,350         |
| 7      | 433,225         | 30     | 433,800         | 53     | 434,375         |
| 8      | 433,250         | 31     | 433,825         | 54     | 434,400         |
| 9      | 433,275         | 32     | 433,850         | 55     | 434,425         |
| 10     | 433,300         | 33     | 433,875         | 56     | 434,450         |
| 11     | 433,325         | 34     | 433,900         | 57     | 434,475         |
| 12     | 433,350         | 35     | 433,925         | 58     | 434,500         |
| 13     | 433,375         | 36     | 433,950         | 59     | 434,525         |
| 14     | 433,400         | 37     | 433,975         | 60     | 434,550         |
| 15     | 433,425         | 38     | 434,000         | 61     | 434,575         |
| 16     | 433,450         | 39     | 434,025         | 62     | 434,600         |
| 17     | 433,475         | 40     | 434,050         | 63     | 434,625         |
| 18     | 433,500         | 41     | 434,075         | 64     | 434,650         |
| 19     | 433,525         | 42     | 434,100         | 65     | 434,675         |
| 20     | 433,550         | 43     | 434,125         | 66     | 434,700         |
| 21     | 433,575         | 44     | 434,150         | 67     | 434,725         |
| 22     | 433,600         | 45     | 434,175         | 68     | 434,750         |
| 23     | 433,625         | 46     | 434,200         | 69     | 434,775         |

## Regolamentazione
Secondo il Piano Nazionale di Ripartizione delle Frequenze è libero l'uso di tutti i 69 canali, come specificato nella nota 100A, poiché rientranti nella banda 433,05-434,79 MHz e aventi potenza radiante effettiva di 10mW, come da direttiva CEPT ERC/REC 70-03.
Per un breve periodo negli anni 2004/2009 la Banda LPD433 venne vietata per l'uso audio da una modifica alle raccomandazioni CEPT poi ritirata nel 2009,comportando la sostanziale estinzione degli apparati LPD monobanda.

### Falsi miti
Intorno alle frequenze destinate agli LPD ci sono vari miti, tra cui quello che sarebbero utilizzabili solo i primi 21 o 35 canali, poiché le altre frequenze non sarebbero di libero uso, poiché assegnate alle forze dell'ordine. Ad oggi la banda degli LPD risulta libera per tutti i 69 canali, come decretato nel PNRF (Tabella B, nota 100A)

## Apparati bibanda
In commercio si trovano molti modelli che incorporano, oltre alla banda LPD, anche quella PMR 446; i cosiddetti apparati bibanda. Tali apparati sono, per ovvie ragioni, più versatili, e risultano in base alle omologazioni ministeriali di libero uso.